# Verena Pfenninger-Stadler
Verena Pfenninger-Stadler (* 29. März 1904 in Zürich; heimatberechtigt ebenda; † 27. Januar 1999 in Fällanden) war eine Schweizer Pfarrerin und gilt als «erste Theologin im Wallis».

## Leben und Wirken
Verena Pfenninger-Stadler war Tochter der Marie geborene Marti und des Philosophen August Stadler. Sie studierte Theologie in Zürich, Marburg sowie in Münster bei Karl Barth und absolvierte ein Lernvikariat. Sie heiratete 1930 den Pfarrer Walter Pfenninger und wurde Mutter von zwei Töchtern.
Aufgrund ihrer Heirat war Pfenninger-Stadler eine berufliche Anstellung in der Kirche verwehrt. Die sogenannte «Zölibatsklausel» war in der Schweiz bis in die 1960er Jahre auch für Lehrerinnen bis hin zu Postbeamtinnen gültig. Bei der ersten Pfarrstelle ihres Mannes in Brig konnte sie jedoch Gottesdienste und Unterricht in den verstreuten Dörfern übernehmen. Ohne offizielle Anstellung war dies in der Diaspora im katholischen Wallis möglich. Ihr Ehemann und eine Hausangestellte unterstützten sie bei der Versorgung der Kinder. Seine weiteren Pfarrstellen wurden 1939 Romanshorn und 1950 Zürich-Sihlfeld, wo sie nur als freie Theologin tätig sein konnte.
Nach dem Tod ihres Mannes wurde Pfenninger-Stadler 1962 als Spitalseelsorgerin an der psychiatrischen Klinik Hohenegg in Meilen angestellt. Mit einer Gruppe von Theologinnen wurde sie 1963 im Zürcher Grossmünster zur Pfarrerin ordiniert. Zuvor waren in Zürich 1918 in Zürich nur Rosa Gutknecht und Elise Pfister als Pfarrhelferinnen ordiniert worden.
Pfenninger-Stadler und ihr Mann waren eingeschriebene Sozialdemokraten. Unter anderem als erste Redaktorin der Mitteilungen an die Schweizer Theologinnen war sie publizistisch tätig und hielt Vorträge. Die Gosteli-Stiftung bewahrt ihren theologischen Nachlass, das Karl Barth-Archiv in Basel einige Briefe von und an Karl Barth sowie an Charlotte von Kirschbaum.

## Publikationen (Auswahl)
- Dienst an der Sache und Weiblichkeit. Ein Beitrag zur Theologinnenfrage. In: Neue Wege 1931.
- Meine Arbeit als Theologin unter den Protestanten des Oberwallis. In: Schweizer Frauenblatt vom 2. Juni 1933.
- Die Theologin in der Kirche. In: Schweizer Frauenblatt Nr. 16 vom 19. April 1940.

## Belege
1. 1 2 3 4  Doris Brodbeck: Verena Pfenniger-Stadler. In: Historisches Lexikon der Schweiz.  29. Mai 2009, abgerufen am 16. Dezember 2024.
2. 1 2 3 4 5  Doris Brodbeck: Verena Pfenninger-Stadler. evangelischefrauen-deutschland.de, abgerufen am 16. Dezember 2024.
3. ↑  Akteur:in: Pfenninger-Stadler, Verena. kba.karl-barth.ch, abgerufen am 16. Dezember 2024.

| Personendaten    | Personendaten                                               |
| ---------------- | ----------------------------------------------------------- |
| NAME             | Pfenninger-Stadler, Verena                                  |
| ALTERNATIVNAMEN  | Stadler, Verena (Geburtsname); Pfenninger, Verena (Ehename) |
| KURZBESCHREIBUNG | Schweizer Pfarrerin                                         |
| GEBURTSDATUM     | 29. März 1904                                               |
| GEBURTSORT       | Zürich, Schweiz                                             |
| STERBEDATUM      | 27. Januar 1999                                             |
| STERBEORT        | Fällanden, Schweiz                                          |